# McAdam (New Brunswick)
McAdam ist ein Dorf im York County in der kanadischen Provinz New Brunswick. Es hat 1151 Einwohner (Stand: 2016). 2011 betrug die Einwohnerzahl 1284.

## Geographie
McAdam liegt an der Verbindungsstraße New Brunswick Route 4. Fredericton befindet sich rund 65 Kilometer entfernt in nordöstlicher Richtung, Woodstock rund 75 Kilometer entfernt im Norden. Der US-Bundesstaat Maine beginnt in einer Entfernung von acht Kilometern im Westen.

## Geschichte

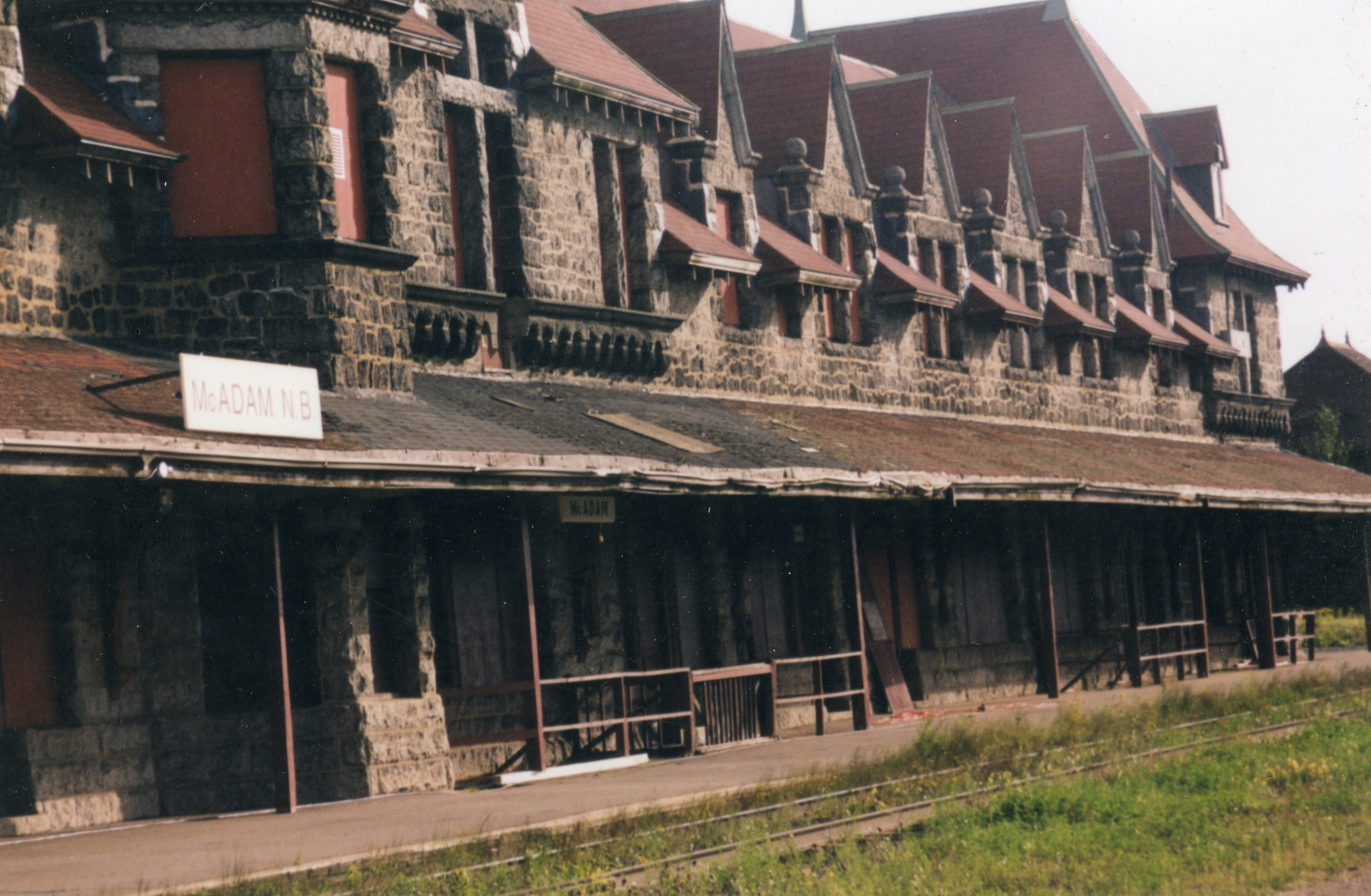
Historischer Bahnhof

Erste Siedler ließen sich Mitte des 19. Jahrhunderts nieder und betrieben zunächst hauptsächlich die Holzwirtschaft. Der Ort wurde nach dem Politiker John McAdam benannt. Mit der Anbindung an die Canadian Pacific Railway erlebte McAdam einen deutlichen Aufschwung. So wurden Eisenbahnverbindungen u. a. nach St. Stephen, St. Andrews und Woodstock möglich und es wurde für viele Dampflokomotiven ein zentraler Ort zur Versorgung mit Kohle und Wasser. Nach der Umstellung auf Diesellokomotiven in den 1950er Jahren wurden die Zwischenaufenthalte in McAdam größtenteils unnötig und die Einwohnerzahl des Ortes reduzierte sich spürbar. Der historische Bahnhof McAdam mit einem integrierten Hotel wird in der Liste der National Historic Sites of Canada in New Brunswick geführt und ist heute ein Museum und eine Touristenattraktion.